# Fayette County (Alabama)
Fayette County is een county in de Amerikaanse staat Alabama.
De county heeft een landoppervlakte van 1.626 km² en telt 18.495 inwoners (volkstelling 2000). De hoofdplaats is Fayette.

## Bevolkingsontwikkeling

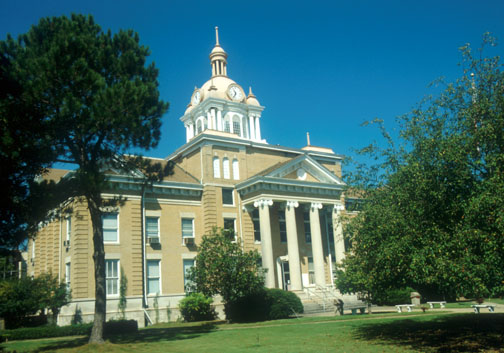
Fayette County Courthouse